# اوئنانتوتوکسین
اوئنانتوتوکسین (به انگلیسی: Oenanthotoxin) با فرمول شیمیایی C۱۷H۲۲O۲ یک ترکیب شیمیایی است. که جرم مولی آن ۲۵۸٫۳۵۵ g/mol می‌باشد. 